# Radio Atlantic 252

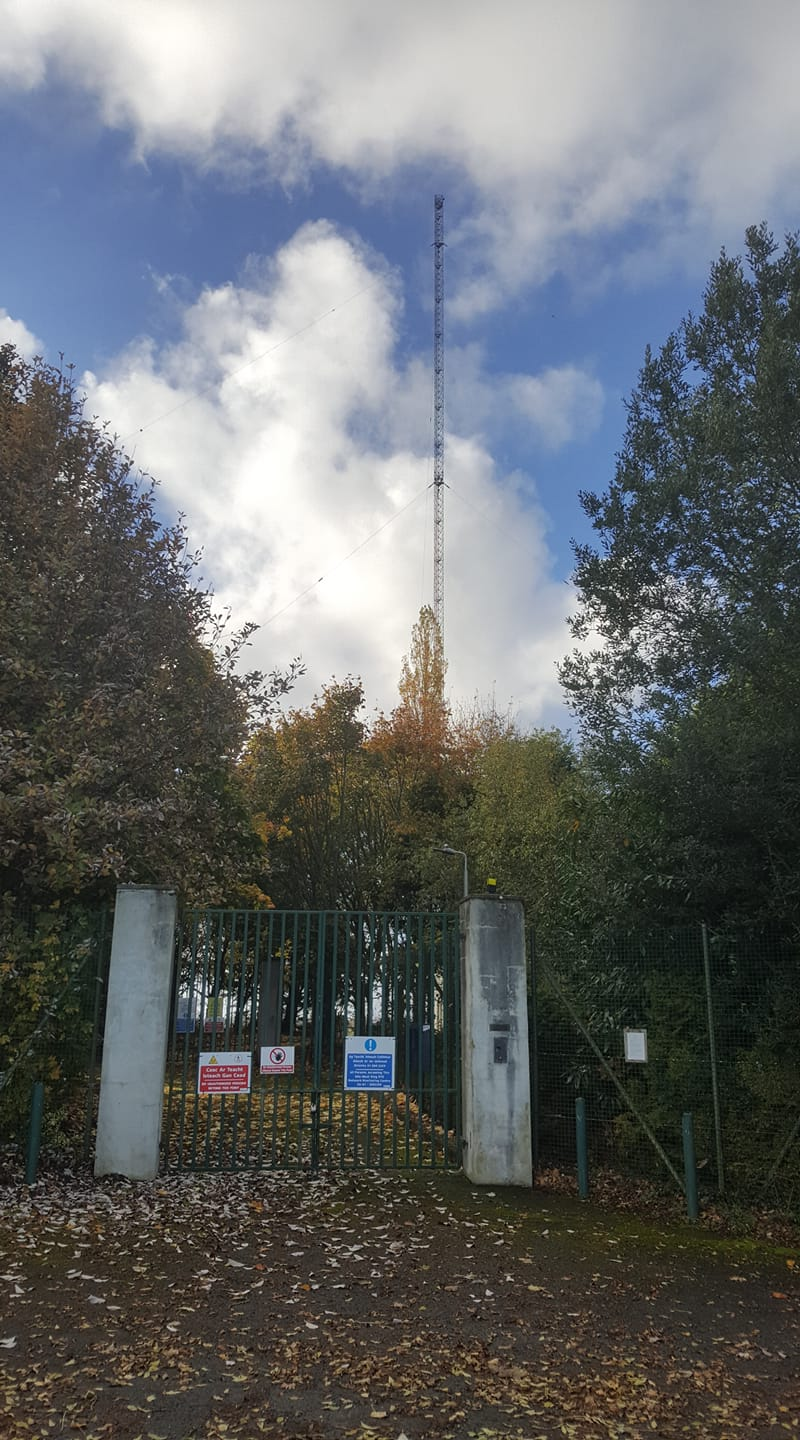

Atlantic 252 – długofalowa rozgłośnia radiowa nadająca od 1989 do 2002 na częstotliwości 252 kHz (1190,4 metra) na bazie urządzeń technicznych i koncesji irlandzkiego RTÉ Radio 1, lecz pod zarządem wspólnym z Radio Luxembourg Ltd.
Program (głównie pop i rock) przeznaczony był dla odbiorców w Irlandii, Wielkiej Brytanii, północno-zachodniej Francji, ale, ze względu na propagację, docierał także na drugą półkulę. W początkowym okresie stacja pracowała w godzinach 6:00–19:00, a na koniec audycji prosiła swoich słuchaczy o przełączenie się na Radio Luxembourg. Po likwidacji rozgłośni, Radio Luxembourg prowadziło własną politykę medialną.